# Більше ніж секс
«Більше ніж секс» (англ. No Strings Attached) — американська романтична комедія режисера Айвана Райтмана про те, як легко вступити в сексуальний зв'язок, але ще важче досягти емоційної близькості між двома людьми. У головних ролях — молоді голлівудські зірки Ештон Кутчер та Наталі Портман. Прем'єра відбулася в США 21 січня 2011.
Теглайн: «Дружба має свої переваги».

## Сюжет
Вільні стосунки дозволяють зустрічатися з ким завгодно і не мати жодних зобов'язань. Взаємини такого формату хотіли б мати всі головні герої цієї стрічки. Але ще нікому не вдавалось приборкати сильні почуття, тому раптова любов змінила долю двох молодих людей, які дуже старалися, проте усвідомили, що не проживуть одне без одного ані хвилини.

## Ролі
- Наталі Портман — Емма
- Ештон Кучер — Адам
- Кевін Клайн — Елвін
- Кері Елвес — доктор Метцнер
- Ґрета Ґервіґ — Патріс
- Лейк Белл — Люсі
- Олівія Тірлбі — Кейті
- Лудакріс — Уоллас
- Мінді Калінг — Шира
- Талія Балсам — Сандра
- Офелія Ловібонд — Ванесса
- Дженніфер Ірвін — Меган
- Адхір Кальян — Кевін

## Виробництво
Ештон Кутчер пізніше зізнався в інтерв'ю, що він ненавидів робити сексуальні сцени з Наталі Портман, тому що такі сцени в кіно довгі і виснажливі.
Пісня у виконанні тата Адама на день народження була написана і складена Кевіном Кляйном.
Перший фільм Івана Рейтмана з рейтингом R з моменту Добровольці мимоволі (1981).

## Український дубляж
Фільм надано компанією Paramount Pictures дубльовано LeDoyen Studio на замовлення компанії B&H Film Distribution. 

Переклад: Сергія Ковальчука

Режисер дубляжу: Ольга Чернілевська 

Асистент режисера: Ольга Боєва 

Звукорежисери: Михайло Угрин, Олег Кульчицький 

Зміксовано на: LeDoyen Studio 

Ролі дублювали: Ештон Катчер/Адам Френклін — Захар Клименко, Наталі Портмен/Емма Куртцмен — Юлія Перенчук, Лейк Белл/Люсі — Христина Конечна, Келвін Кляйн/Елвін Френклін — Валерій Легін, Олівія Тірлбі/Кейті Куртцмен — Марина Локтіонова, Сергій Солопай, Катерина Сергеєва, Наталя Романько-Кисельова, Бен Ловсон/Сем — Андрій Самінін, Катерина Кістень, Лудакріс/Волліс — Дмитро Гаврилов, Кері Елвес/Лікар Метцнер — Олесь Гімбаржевський та інші.